# Můj stát: putování s českým lvem za sedmi státními symboly
Můj stát: putování s českým lvem za sedmi státními symboly je kniha pro děti, vytvořená českými výtvarníky Martinem Velíškem (autor textu) a Milanem Starým (ilustrátor) v roce 2016. Kniha byla následujícího roku nominována na cenu Zlatá stuha. Publikace byla zaštítěna projektem Dny české státnosti. Kniha malé čtenáře komiksovou formou seznamuje s českými symboly, průvodci jim jsou dva žáci páté třídy: Tomáš a Eliška.

## Děj
Kniha je rozdělena do několika částí. 
V komiksovém úvodu se čtenář seznamuje s žáky páté třídy Tomášem a Eliškou, kteří chvátají do školy. U vchodu školy si však Tomáš povšimne, že na znaku vedle vchodu do školy chybí jeden symbol. Záhy se seznámí s Českým lvem, který sestoupil ze symbolu velkého státního znaku, protože mu přišlo, že si v dnešní době lidé státních symbolů již neváží. Domluví se proto s Eliškou a Tomášem, kteří si jako první všimli, že je na znaku něco špatně, že se pokusí zjistit, zda tomu tak opravdu je. Po škole se proto vypraví na dobrodružnou výpravu po městě, kde postupně zjišťují, že státní hymna stále zní mezi námi při významných příležitostech, malý státní znak zdobí např. cedule památných stromů, vlajky vlají před veřejnými budovami, na trikoloře jsou zavěšeny medaile, prezidentská standarta stále vlaje nad Pražským hradem a pečeť pan prezident stále používá. Na konci výpravy se proto Český lev s klidným srdcem vrací do velkého státního znaku na budově základní školy.
V dalších částech knihy se čtenář postupně seznámí se všemi sedmi státními symboly. A to nejen s tím, jak vypadají státní symboly v současné době, ale i s tím, jak jednotlivé státní symboly vznikaly, jaká je jejich historie, jaké jsou zde další souvislosti a zajímavosti. V této části knihy autoři kombinují komiks s textem, který je velmi graficky členitý, barevný a barvitý. Průvodci jsou zde stále Tomáš a Eliška, kteří se podivují nad souvislostmi, novými poznatky a kladou doplňující dotazy. Kniha je nápaditá a pro děti poutavá svou grafikou. Trochu rušivě však působí občasná žlutá pole s bílým textem či žlutý text na bílém podkladě, tato grafická úprava je hůře čitelná.
U velkého státního znaku se čtenář seznamuje nejen s českým lvem, ale i s moravskou a slezskou orlicí, dozvídá se, že orlice jsou ženského pohlaví, protože mají pouze jednu hlavu, že historie státního znaku sahá až na počátek 14. století a sám znak si prošel mnoha změnami. Čtenář je rovněž informován o tom, že velký státní znak je běžnou součástí našeho života, např. cestujeme-li, všichni jej máme na pasu.
Kniha vysvětluje, že malý státní znak ukazuje stříbrného (bílého) lva na červeném poli, kdy tato barva symbolizuje odvahu, sílu a také to bývala barva plášťů králů a císařů. Lev je zde připraven k boji, má vyceněny zuby, připravené drápy a na hlavě mu třímá královská koruna. O tuto korunu přišel v historii pouze několikrát, např. v letech 1960–1990, kdy ji nahradila komunistická pěticípá hvězda. Ale jak se zvídavé děti a spolu s nimi i čtenáři, dozvídají, Česko není jedinou zemí, která má lva ve znaku, tímto zvířetem se může pochlubit např. i Norsko, Finsko, ale dokonce i Estonsko, které má lvy hned tři.
Státní vlajka si prošla také mnoha změnami, což publikace rovněž neopomíjí. Původně nesla pouze dvě barvy a to bílou, která symbolizovala bílého lva na státním znaku a červenou barvu, která je barvou pole na státním znaku. V roce 1918 však nastal problém, kdy nově vzniklá republika měla totožnou vlajku se sousedním Polskem. A tak se do české vlajky v roce 1920 dostal modrý klín, který zde zůstal až do dnešních dob. V knize čtenářům lev vysvětluje, jaký je rozdíl mezi vlajkou (dá se vytáhnout nahoru a dolů) a praporem (je připevněn napevno), ukazuje, že vlajek s klínem je na světě velmi málo, česká vlajka je proto unikátní. Kniha čtenáře seznamuje i s některými kuriózními vlajkami, např. vlajkou Nepálu či pirátskými vlajkami.
Dále je čtenář v podobném duchu seznámen se státními barvami, prezidentskou standartou, státní pečetí a „nejkrásnější českou písní“ – hymnou. Nakonec Tomáš a Eliška čtenáře seznámí i s českými mincemi, bankovkami, poštovními známkami a národním stromem – lípou.

## Přijetí díla a interpretace
Kniha navázala na stejnojmennou výstavu, která se v roce 2014 konala v Hrzánském paláci.
Kniha byla v roce 2017 nominována na cenu Zlatá stuha, kdy o ní bylo řečeno, že se jedná o zábavnou a poučnou knížku zkušené dvojice autorů a výtvarníků, kteří čtenáře seznamují s českými státními symboly. Vše je podle nominace podáno srozumitelnou, hravou, bohatě ilustrovanou formou s komiksy.
V podobném duchu o této knize hovoří v periodiku Knižní novinky, kdy je tato kniha prezentována jako zábavná a poučná kniha zabývající se českými státními znaky, jejich původem, významem a použitím a nabízejí další souvislosti, třeba s poštovními známkami. Na dílo navázali autoři dalšími knihami v podobném duchu – jako první následovala publikace Můj stát – Putování za českými patrony, která pokračovala v přibližování problematiky české státnosti.